# Moringa arborea
Moringa arborea är en tvåhjärtbladig växtart som beskrevs av B. Verdcourt. Moringa arborea ingår i släktet Moringa och familjen Moringaceae. Inga underarter finns listade i Catalogue of Life.

## Bildgalleri

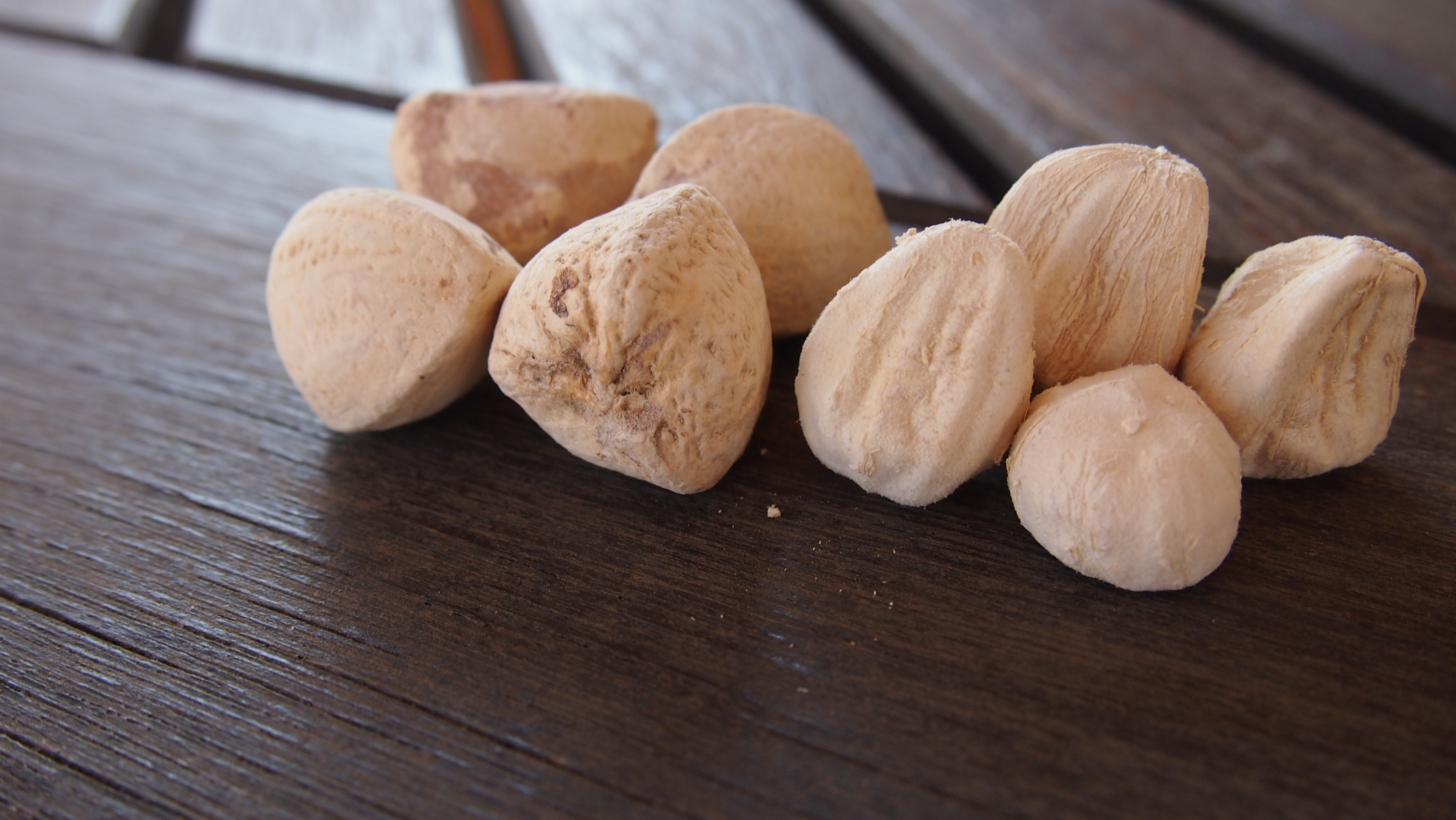
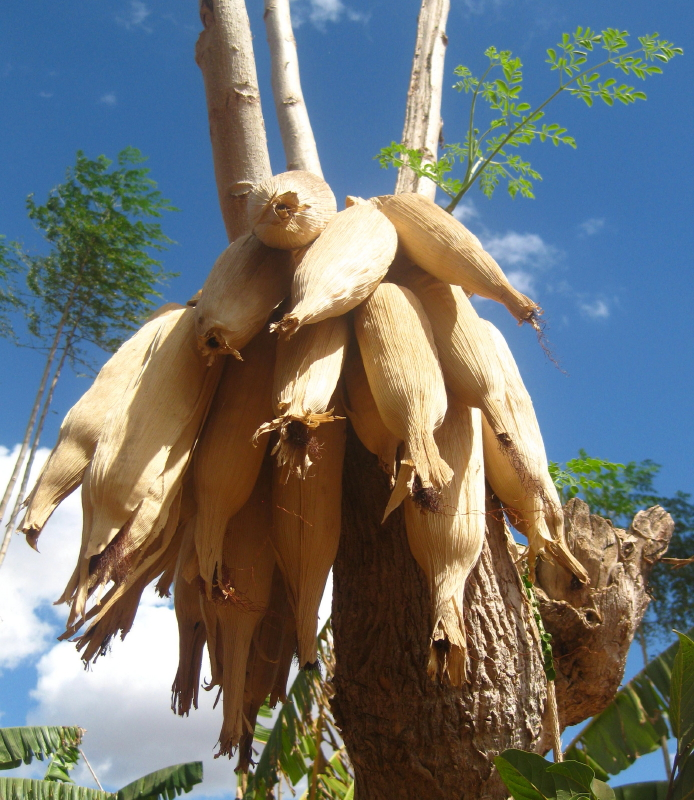
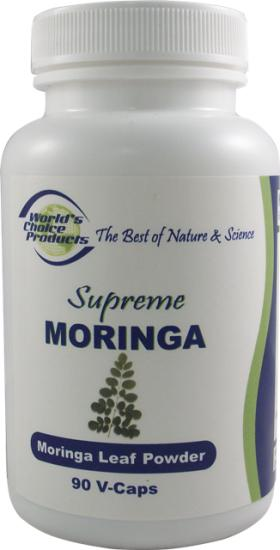
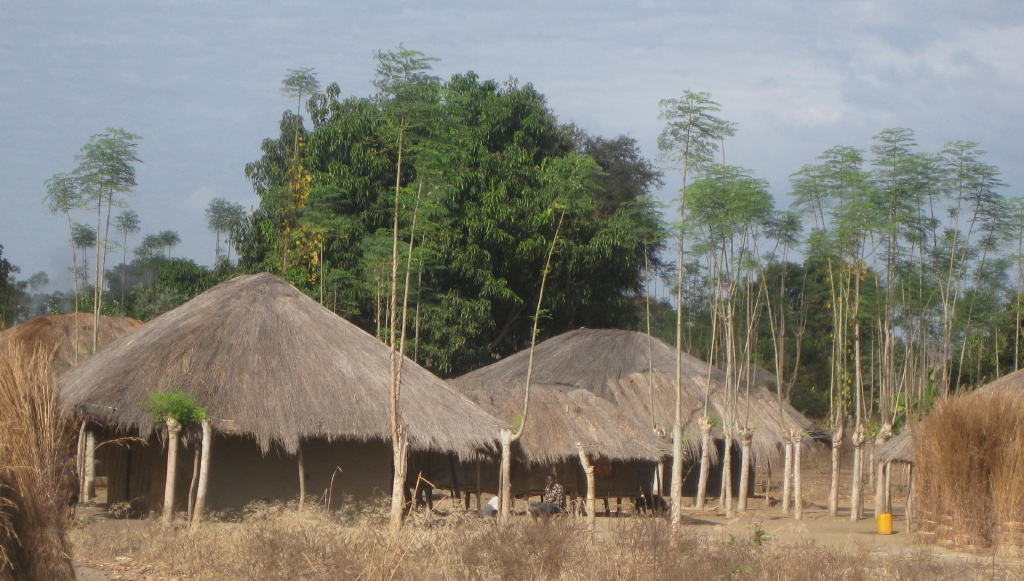